# Каньяда-де-лос-Аламос (Нью-Мексико)
Каньяда-де-лос-Аламос (англ. Cañada de los Alamos) — переписна місцевість (CDP) в США, в окрузі Санта-Фе штату Нью-Мексико. Населення — 421 особа (2020).

## Географія
Каньяда-де-лос-Аламос розташована за координатами 35°35′34″ пн. ш. 105°51′35″ зх. д. / 35.59278° пн. ш. 105.85972° зх. д. (35.592655, -105.859754).  За даними Бюро перепису населення США в 2010 році переписна місцевість мала площу 9,53 км², уся площа — суходіл.

## Демографія
Згідно з переписом 2010 року, у переписній місцевості мешкали 434 особи в 202 домогосподарствах у складі 112 родин. Густота населення становила 46 осіб/км².  Було 222 помешкання (23/км²).
Расовий склад населення:
| - 86,2 % — білих - 2,5 % — корінних американців - 1,8 % — азіатів - 4,4 % — осіб інших рас |

До двох чи більше рас належало 5,1 %. Частка іспаномовних становила 41,9 % від усіх жителів.
За віковим діапазоном населення розподілялося таким чином: 22,6 % — особи молодші 18 років, 67,0 % — особи у віці 18—64 років, 10,4 % — особи у віці 65 років та старші. Медіана віку мешканця становила 44,7 року. На 100 осіб жіночої статі у переписній місцевості припадало 100,9 чоловіків;  на 100 жінок у віці від 18 років та старших — 107,4 чоловіків також старших 18 років.
Середній дохід на одне домашнє господарство  становив 111 111 долар США (медіана — 127 672), а середній дохід на одну сім'ю — 126 307 доларів (медіана — 128 578). 
Цивільне працевлаштоване населення становило 169 осіб. Основні галузі зайнятості: науковці, спеціалісти, менеджери — 28,4 %, освіта, охорона здоров'я та соціальна допомога — 26,0 %, публічна адміністрація — 13,6 %, будівництво — 8,9 %.